# Sima Hui
En aquest nom xinès, el cognom és Sima.
Sima Hui és un personatge de la novel·la històrica del Romanç dels Tres Regnes. El seu nom taoista n'era "Water Mirror" (水鏡). El seu nom estilitzat era Decao (德操). Era un misteriós ermità i el mestre de Zhuge Liang, Pang Tong, i Xu Shu. Liu Bei es topà amb ell per accident mentre fugia de Cai Mao. Sima Hui llavors li va pregar a Xu Shu de servir a Liu Bei i va ser també qui recomanà Zhuge Liang i Pang Tong a Liu Bei.
En realitat, això no obstant, va ser Zhuge Liang qui va recomanar a Sima Hui, Ma Liang, Yi Ji, i altres erudits que es van negar a servir en el règim de Liu Biao. Sima Hui, com altres estudiosos del moment, tals com Ma Liang, i Yi Ji no estaven satisfets amb el regnat de Liu Biao i malgrat les repetides invitacions d'aquest últim, Sima Hui i altres refusaren servir a Liu Biao i romangueren com a civils. Després de Zhuge Liang va esdevenir assessor de major confiança de Liu Bei, un dels seus aconseguiments va ser convidar a Sima Hui, Ma Liang, Yi Ji i altres a venir per servir sota les ordres de Liu Bei, i ja que aquests estudiosos respectaven tant a Liu Bei com a Zhuge Liang, tots van estar d'acord i van servir en el règim de Liu Bei.